# Сіньбінь-Маньчжурський автономний повіт
41°43′43″ пн. ш. 125°01′51″ сх. д. / 41.72873° пн. ш. 125.03078° сх. д.
Сіньбінь-Маньчжурський автономний повіт (кит. 新宾满族自治县, пін. Xīnbīn Mănzú Zìzhìxiàn) — один із повітів КНР у складі префектури Фушунь, провінція Ляонін. Адміністративний центр — містечко Сіньбінь.

## Географія
Сіньбінь-Маньчжурський автономний повіт лежить на висоті понад 350 метрів над рівнем моря у верхній частині басейну Хуньхе.

### Клімат
Повіт знаходиться у зоні, котра характеризується вологим континентальним кліматом. Найтепліший місяць — липень із середньою температурою 22,4 °C. Найхолодніший місяць — січень, із середньою температурою -15,1 °С.
| Клімат повіту Сіньбінь-Маньчжур | Клімат повіту Сіньбінь-Маньчжур | Клімат повіту Сіньбінь-Маньчжур | Клімат повіту Сіньбінь-Маньчжур | Клімат повіту Сіньбінь-Маньчжур | Клімат повіту Сіньбінь-Маньчжур | Клімат повіту Сіньбінь-Маньчжур | Клімат повіту Сіньбінь-Маньчжур | Клімат повіту Сіньбінь-Маньчжур | Клімат повіту Сіньбінь-Маньчжур | Клімат повіту Сіньбінь-Маньчжур | Клімат повіту Сіньбінь-Маньчжур | Клімат повіту Сіньбінь-Маньчжур | Клімат повіту Сіньбінь-Маньчжур |
| Показник                        | Січ.                            | Лют.                            | Бер.                            | Квіт.                           | Трав.                           | Черв.                           | Лип.                            | Серп.                           | Вер.                            | Жовт.                           | Лист.                           | Груд.                           | Рік                             |
| Середній максимум, °C           | −5,8                            | −1,2                            | 5,8                             | 15,5                            | 21,9                            | 26,2                            | 28                              | 27,6                            | 22,7                            | 15,3                            | 4,6                             | −3,4                            | 13,1                            |
| Середня температура, °C         | −15,1                           | −9,8                            | −1,3                            | 7,8                             | 14,5                            | 19,6                            | 22,4                            | 21,4                            | 14,7                            | 6,8                             | −4,8                            | −11,5                           | 5,4                             |
| Середній мінімум, °C            | −22                             | −17                             | −7,5                            | 0,6                             | 7,4                             | 13,6                            | 18                              | 16,9                            | 8,9                             | 0,5                             | −8,5                            | −17,6                           | −0,6                            |
| Норма опадів, мм                | 7.1                             | 9.5                             | 20.4                            | 43.7                            | 64.8                            | 108.8                           | 203                             | 183.5                           | 59.2                            | 40.9                            | 25.1                            | 10.5                            | 776.5                           |
| Вологість повітря, %            | 71                              | 67                              | 63                              | 59                              | 64                              | 74                              | 83                              | 84                              | 80                              | 72                              | 72                              | 73                              | 71.8                            |
| ------------------------------- | ------------------------------- | ------------------------------- | ------------------------------- | ------------------------------- | ------------------------------- | ------------------------------- | ------------------------------- | ------------------------------- | ------------------------------- | ------------------------------- | ------------------------------- | ------------------------------- | ------------------------------- |
| Джерело: data.cma.cn            |                                 |                                 |                                 |                                 |                                 |                                 |                                 |                                 |                                 |                                 |                                 |                                 |                                 |